# نيكولاس مارين
نيكولاس مارين (29 أغسطس 1980 بمارسيليا في فرنسا - ) (بالفرنسية: Nicolas Marin)‏ هو لاعب كرة قدم فرنسي في مركز الوسط. لعب مع سكودا زانثي ونادي أوكسير ونادي باستيا ونادي بولون ونادي تولون ونادي دبي ونادي سانت إتيان ونادي سيدان ونادي سيون ونادي لوريان ونادي لوزان ونادي بليموث أرجايل.

## وصلات خارجية
- نيكولاس مارين على موقع قاعدة بيانات كرة القدم.إي يو (الإنجليزية)
- نيكولاس مارين على موقع ليكيب (الفرنسية)
- نيكولاس مارين على موقع Soccerway.com (الإنجليزية)
- نيكولاس مارين على موقع عالم كرة القدم.نت (الإنجليزية)